# Хаймен, Дик
Ричард «Дик» Хаймен, англ. Richard “Dick” Hyman (род. 8 марта 1927, Нью-Йорк) — американский джазовый композитор и пианист. Известен большим разнообразием жанров, которые он исполняет на пианино, от регтайма до аранжировок современного джаза. Является автором учебников и видеокурсов джазового искусства, где рассматривает их на примерах произведений известных джазменов, таких как Арт Тейтум или Эррол Гарнер.
Особенно ярко разнообразие стилей проявилось в его альбоме A Child Is Born, где он представляет около дюжины вариантов интерпретации знаменитого произведения Джонс, Тед, подражая стилям знаменитых пианистов и представляя собственную версию.
Наконец, Хаймен известен своими саундтреками к ряду фильмов, в том числе таких режиссёров, как Вуди Аллен.